# 森口豁
森口 豁（もりぐち かつ、1937年 - ）は、日本のジャーナリスト。東京都出身。一貫して沖縄県に関わる諸問題を追及し続けている。

## 来歴
玉川学園高等部在学中、沖縄県の言葉についての研究発表を行った一学年後輩の金城哲夫と知り合う。この金城の研究発表がきっかけとなり、1956年に玉川学園の教師や他の生徒とともに米軍政下の沖縄本島を訪問。その際、本土との間にある政治的・精神的分断に衝撃を受け、沖縄県に関わる問題を強く意識するようになっていく。
玉川大学文学部を中退後、琉球新報社会部記者、日本テレビ沖縄特派員として暮らす。テレビドキュメンタリー『ひめゆり戦史 いま問う国家と教育』、『島分け 沖縄鳩間島哀史』などを制作、テレビ大賞優秀個人賞などを受賞。
その後も、ビデオによる沖縄戦体験者の証言記録にも取り組むなど、沖縄県に関わる報道を続けている。
「沖縄を語る一人の会」主宰。
月刊誌『軍縮問題資料』に「森口豁の沖縄ジャーナル」を連載中。
金城哲夫は森口について「沖縄人らしい沖縄人」と評した。
2007年、玉川学園の同窓会から脱退。その理由は、同校が「在日朝鮮人の入学を認めないこと、「新しい教科書をつくる会」の教科書を使っていると聞いたことの２点」であるという。

## 主な作品

### 著書
- 「ミーニシ吹く島から／極私的沖縄論」（1985年 / アディン書房）
- 「子乞い／八重山鳩間鳥生活誌」(1985年 /マルジュ社 )
- 「旅農民のうた　裏石垣開拓小史」（1985年 / マルジュ社）
- 「沖縄　こころの軌跡 1958〜1987」（1987年 / マルジュ社）
- 「復帰願望・昭和の中のオキナワ／森口豁ドキュメンタリー作品集」（1992年 / 海風社）
- 「最後の学徒兵／BC級死刑囚・田口泰正の悲劇」（1993年 / 講談社）
- 「ヤマト嫌い／沖縄言論人・池宮城秀意の反骨」（1995年 / 講談社）
- 「安保が人をひき殺す／日米地位協定＝沖縄からの告発」（1996年 / 高文研）
- 「沖縄　反骨のジャーナリスト／池宮城秀意セレクション」（共著）（1996年 / ニライ社）
- 「代理署名裁判 沖縄県知事証言-基地のない平和な島へ」（共著）（1996年 / ニライ社）
- 「沖縄 近い昔の旅 非武の島の記憶」（1999 / 凱風社）
- 「子乞い 沖縄孤島の歳月」（2000年 / 凱風社）
- 「だれも沖縄を知らない 27の島の物語」（2005年 / 筑摩書房）

### 映像作品
- 「ひめゆり戦史 いま問う国家と教育」
- 「島分け 沖縄鳩間島哀史」